# Брезє-при-Винєм Врху
Брезє-при-Винєм Врху (словен. Brezje pri Vinjem Vrhu) — поселення в общині Семич, регіон Південно-Східна Словенія, Словенія.